# Total Control (groupe)
Total Control est un groupe de rock indépendant formé en 2008 à Melbourne en Australie

## Biographie
Le groupe est formé en 2008 à Melbourne par Mikey Young guitariste de Eddy Current Suppression Ring (en) et par le batteur de UV Race, Dan Stewart. Leur objectif lors de la formation du groupe est de produire une musique faisant la synthèse entre Gary Numan et The Adolescents. Le groupe publie une poignée de singles, puis en 2011 un premier album Henge Beat. La sortie de cet album sera suivie d'une tournée en compagnie de Thee Oh Sees. À partir de l'enregistrement de cet album le duo est rejoint par Zephyr Pavey et James Vinciguerra. Le deuxième album Typical System, est publié en 2014.